# Go-Daigo japán császár
Go-Daigo (後醍醐天皇, Go-Daigo tennó) (1288. november 26. – 1339. szeptember 19.) Japán 96. császára a hagyományos öröklődés  alapján. 1333-ban sikeresen megdöntötte a Kamakura-bakufut és megalapította a rövid életű Kenmu restaurációt, hogy újra hatalomhoz juttassa a császári családot. Ez volt az utolsó alkalom, hogy a császárnak hatalma volt egészen az 1868-as Meidzsi restaurációig. 1336-ban Asikaga Takaudzsi(足利 尊氏) megdöntötte a Kenmu restaurációt és bevezette az Asikaga sógunátust. A császári udvar két részre szakadt, egy északi udvar Kiotóban, amit Asikaga irányított, és egy déli udvar Josinóban, amely élén Go-Daigo állt.
A Meidzsi utáni történészek szerint Go-Daigo császár 1318 és 1339 között uralkodott, azonban a Meidzsi előtti feljegyzések arról tanúskodnak, hogy uralkodásának évei 1318-tól mindössze 1332-ig tartottak.[forrás?]
A 14. századi uralkodó személyesen választotta ki posztumusz nevét a 9. századi Daigo császár után, a go-(後) pedig „később” jelentésű szó, ezért nevezik még „Későbbi Daigo császárnak” vagy, néhány régebbi forrásban ”Daigo, a másodiknak” vagy II. Daigónak.

## Élete
Mielőtt a Krizantém Trónra került volna, a neve (imina) Takaharu-sinnó volt (尊治親王).
Ő volt Go-Uda császár, a Daikakudzsi-tó császár második fia. Az anyja Fudzsivara no Csúsi/Takado, Fudzsivara no Tadacugu (Cusudzsi Tadacugu). Bátyja Go-Nidzsó volt.
Go-Daigo uralkodásának idején ideálja az Engi-kor volt, a teljes császári hatalom kora. Egy császár posztumusz nevét halála után választják ki, ám Go-Daigo személyesen választotta ki még élete során, hogy megosztozzon vele Daigo császárral.

### Események

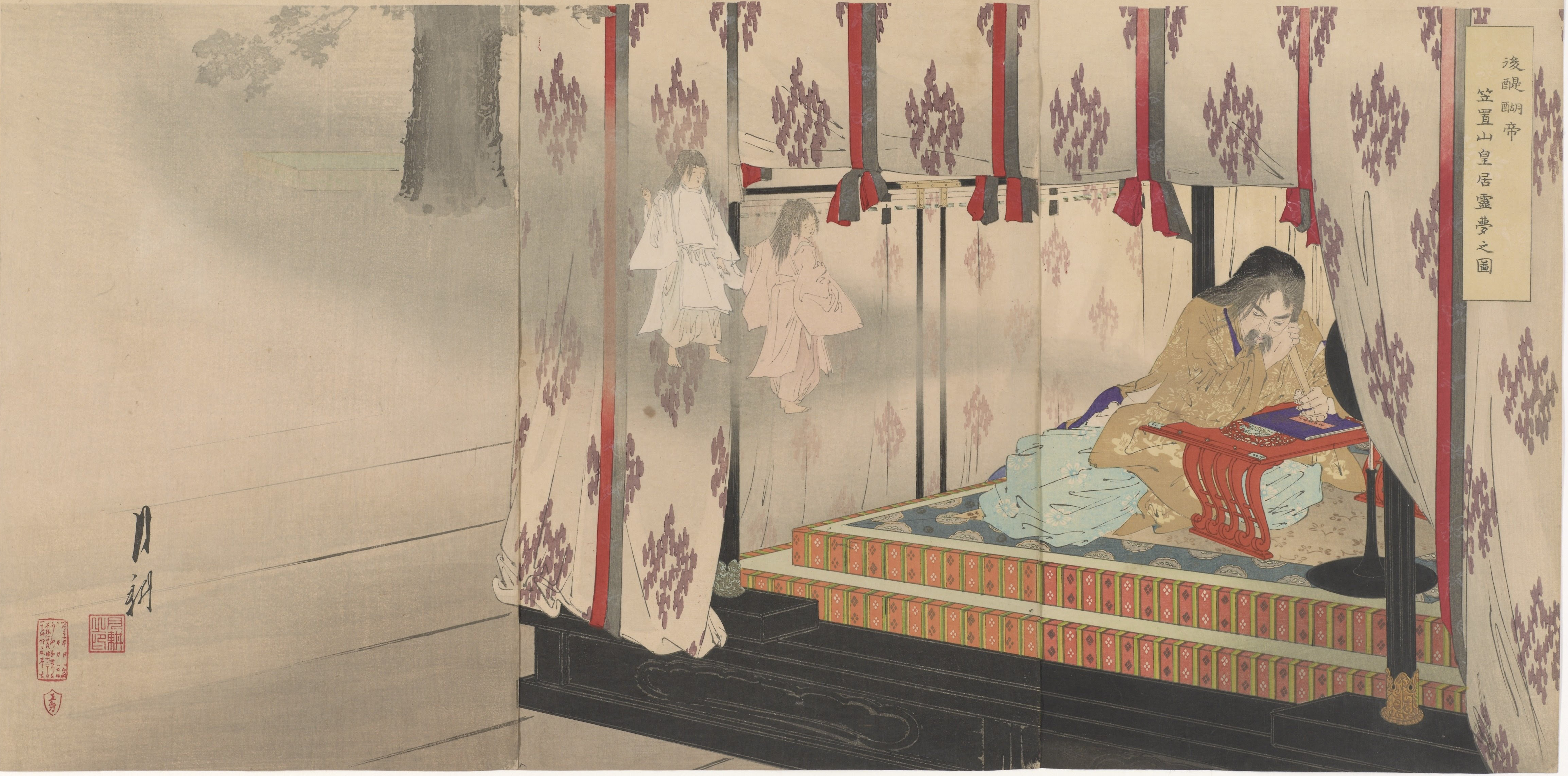
Ogata Gekkó falenyomata; Go-Daigo császár szellemekről álmodik kaszagijamában

- 1308 (Enkjó 1): Go-Nidzsó halála után, Hanazono 12 éves korában a Krizantém Trónra lép, Takaharu-sinnó, a korábbi Go-Uda császár második fia koronaherceg és trónörökös lett a Kamakura sógunátus vezetése alatt.[5]
- 1318. március 29. (Bunpó 2, a második hónap 26. napja): Hanazono uralkodásának 11. évében (花園天皇十一年) a császár lemondott az utódja pedig unokatestvére, az egykori császár, Go-Uda második fia lett. Nem sokkal ezután Go-Daigo trónra is lépett. (sokui)[6]
- 1319 ( Bunpó 3,4. hónap): Go-Daigo császár megváltoztatta a negót Gen’óra, hogy ezzel megjelölje uralkodásának kezdetét.[7]

1324-ben, amikor kiderültek Go-Daigonak a Kamakrura-bakufu megdöntésére irányuló tervei, a Rokuhara Tandai megszabadult a közeli megbízottjától Hine Szuketomotól a Sócsu-incidens során.
1331-ben a Genkó incidens során Go-Daigo tervei ismét lelepleződtek, egy áruló megbízottja, Josida Szadafusza által. A Szent Kincseket elrejtette egy félreeső kastélyban, Kaszagijamában, amit hadsereg védett. Egy év múlva azonban a kastélyt elfoglalta a sógunátus hadserege, trónra emelték Kjógen császárt, Daigót pedig száműzték Oki tartományba (Oki szigetek, mai Simane prefektúra), ugyanarra a helyre ahová Go-Tobát is száműzték az 1221-es Dzsókjú háború után.
1333-ban Go-Daigo megszökött Okiról Nava Nagatosi és családja segítségével és hadsereget állítottak fel a Funagami hegyen, Hóki tartományban (mai Kotoura város Tóhoku területen).
Asikaga Takaudzsi, akit azért küldtek, hogy megsemmisítse ezt a hadsereget a császár mellé állt és foglyul ejtették a Rokuhara Tandait. Ezt követően Nitta Josida, aki hadsereget állított fel keleten, azonnal megostromolta Kamakurát. Miután a város elesett a sikken a Tósó templomba menekült, ahol ő is az egész családja öngyilkosságot követett el. Ez véget vetett a Hódzsó hatalomnak és kikövezte az utat az új katonai rezsimnek.
Diadalmas visszatérése után Go-Daigo elfoglalta Kjógen császár trónját és elkezdte a Kenmu restaurációt. A restauráció látszólag a régi módszerek újjáélesztése volt, azonban a császár egy diktatúrát akart bevezetni,hasonlót ahhoz ami Kínában volt. Mindet kínai mintára akart formálni, hogy a legnagyobb uralkodóvá válhasson keleten. Elhamarkodott reformok és a szamurájok kizárása a politikából elégedetlenséget okoztak,politikai hatalma pedig egyre jobban csökkenni kezdett.1335-ben Asikaga Takaudzsi, aki Japán keleti részére utazott császári rendelet nélkül, hogy elnyomja a Nakaszendai lázadást, elárulta a császárt.Daigo megbízta Nitta Josiszadát, hogy találja meg és semmisítse meg Asikagát. Asikaga azonban legyőzte Nitta Josiszadát a takenositai csatában Hakonéban. Kuszunogi Maszasige és Kitabatake Akiie leverték az Asikaga hadsereget. Takaudzsi Kjúsúra menekült, de a következő évben, amikor újra összegyűjtötte hadseregét, ismét megközelítette Kiotót. Kuszunogi Maszasige békekötést javasolt Asikagával, ám ezt a császár elutasította. Arra utasította Maszasigét és Josiszadát, hogy pusztítsák el Asikagát. Kuszunoki hadseregét legyőzték a mintaogavai csatában.

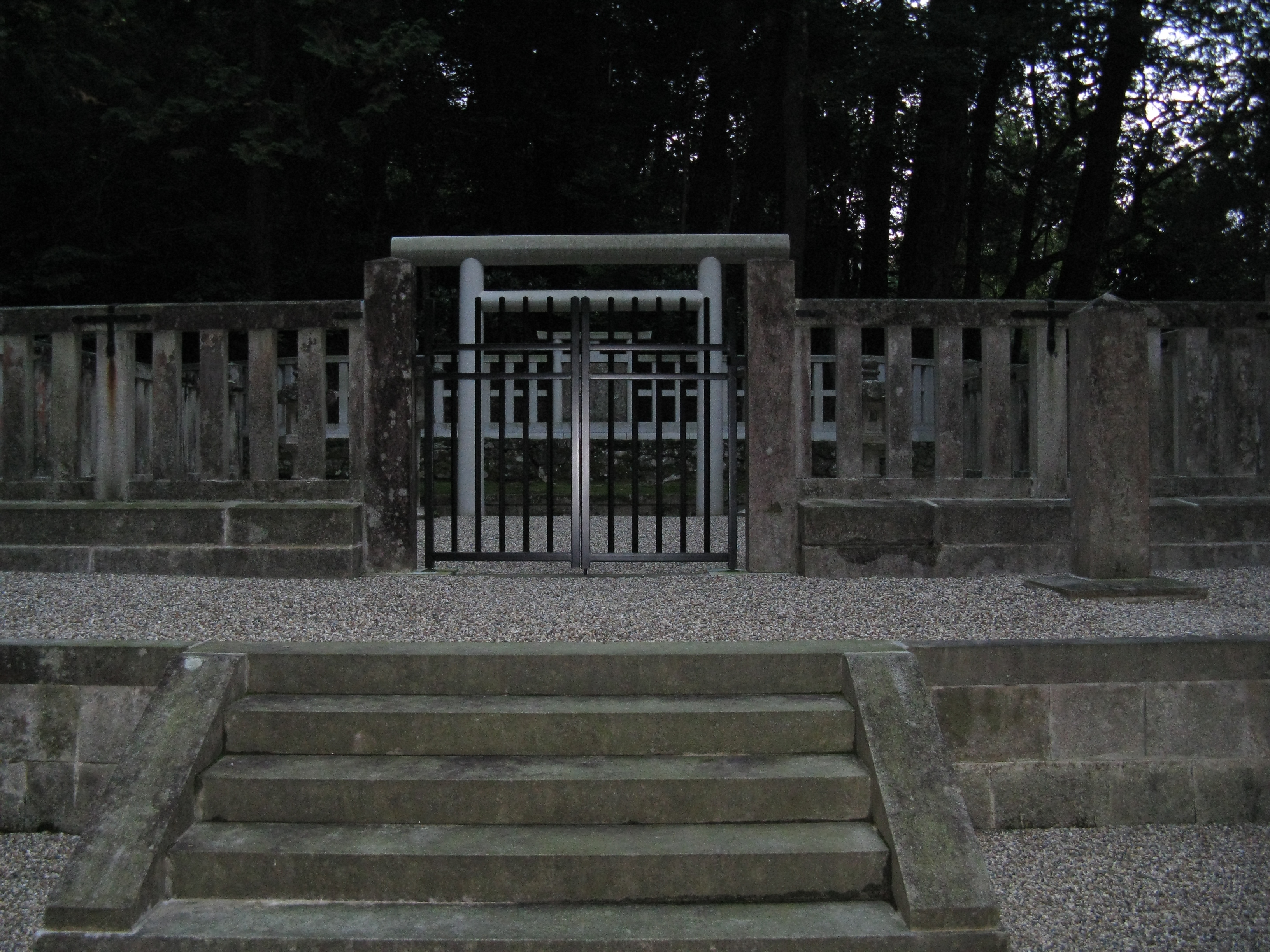
Sintó emlékszentély és mauzóleum Go-Daigo császár tiszteletére

Amikor Asikaga csapatai megérkeztek Kiotóba, Go-Daigo császár ellenállt, a Heiei hegyre menekült, de békekötésképpen elküldte a császári jelképeket Asikagának. Takaudzsi trónra emelte a Dzsimjóin-tó császárt, Kómjót, és hivatalosan is megkezdte uralkodását, mint sógun a Kenmu Törvénykönyv bevezetésével.
1337-ben Go-Daigo megszökött a fővárosból és mivel a jelképek, amiket átadott Asikagák hamisítványnak bizonyultak, megalapította a déli udvart Josinó hegyei között. Ezzel elkezdődött a Nambokucsó periódus, amikor az Északi udvar, ami Kiotóban volt és a Josinóban lévő déli udvar szemben állt egymással.
Go-Daigo a császári herceget, Kanejosit Kjúsúra rendelte. Nitta Josiszadát és a császári herceget, Cunejosit Hokurikura, irányította fiait, hogy szembeállítsa őket az északi udvarral.
- 1339. szeptember 28. (Rjakuó 2, a 8. hónap 15. napja): Go-Daigo uralkodásának 21. évében lemondott hatalmáról a fia, Norijosi-sinnó javára, aki később Go-Murakami néven lesz császár.[9]
- 1339. szeptember 19. (Rjakuó 2, a 8. hónap 16. napja): Go-Daigo meghalt.[10]

A császárt emlékét egy sintó emlékszentélyben őrzik (miszaszagi), Narában.
A Japán Császári Udvari Hivatal ezt jelölte ki Go-Daigo mauzóleumának. Hivatalos nevén Tó-no-o miszaszagi.

## Kugjó
A Kugjó (公卿) egy gyűjtőfogalom mindazokra az uralkodókra,akik a japán császár bizalmasai voltak a Meidzsi előtti időkben. Azokban az években amikor a az udvar befolyása a palota falain kívül minimális volt, a hierarchikus berendezkedés nem változott.
Általában ez az elit csoport három, négy emberből állt. Ők örökös udvaroncok voltak, akiknek a tapasztalata és háttere eljuttatta volna őket a karrierjük csúcsára. Go-Daigo uralkodása alatt. A Daidzsó-kan csúcsához tartoztak:
- Kampaku, Nidzsó Micsihira 1316-1318
- Kampaku, Icsidzsó Ucsicune, 1318–1323
- Kampaku, Kudzsó Fuszazane, 1323–1324
- Kampaku, Takacukasza Fujuhira,1324–1327
- Kampaku, Nidzsó Micsihira, 1327–1330
- Kampaku, Konoe Cunetada, 1330
- Kampaku, Takacukasza Fujunori, 1330–1333
- Szadaidzsin
- Udaidzsin
- Naidaidzsin
- Dainagon

## Go-Daigo császár uralkodásának korszakai
Nambokucsó előtti udvar
- Bunpó (1317–1319)
- Gen’ó(1319–1321)
- Genkó (1321–1324)
- Sócsú (1324–1326)
- Karjaku (1326–1329)
- Gentoku (1329–1331)
- Genkó (1331–1334)
- Kenmu (1334–1336)

Nambokucsó déli udvar
A törvényes uralkodó udvarának számított
- Engen (1332-1338)

Nambokucsó északi udvar
A trónkövetelő uralkodó udvarának számított.
- Sókei (1332-1338)
- Rjakuó (1338-1342)

## A popkultúrában
Go-Daigo császár megjelenik a Sophia McDougall által írt alternatív történelmi regényben a Romanitasban.

## Fordítás
- Ez a szócikk részben vagy egészben  a   Go-Daigo Emperor című angol Wikipédia-szócikk ezen változatának fordításán alapul.  Az eredeti cikk szerkesztőit annak laptörténete sorolja fel. Ez a jelzés csupán a megfogalmazás eredetét és a szerzői jogokat jelzi, nem szolgál a cikkben szereplő információk forrásmegjelöléseként.